# Bulbophyllum inunctum
Bulbophyllum inunctum är en orkidéart som beskrevs av Johannes Jacobus Smith. Bulbophyllum inunctum ingår i släktet Bulbophyllum och familjen orkidéer. Inga underarter finns listade i Catalogue of Life.